# Mihalovics Éva
Mihalovics Éva (Budapest, 1957–)  magyar  képzőművész, író.

## Életpálya
Gyermekéveit Óbudán töltötte, kötődik a Római-parthoz és a budai, pilisi hegyekhez. A divat világában dolgozott - technikus, technológus, osztályvezető -, többek között a Magyar Divat Intézetben is. 
Olaj, akrilfestményeket és mozaikokat készít realista és modern stílusban. Mestere Mór Tamás festőművész. 
Budapesten, a Műcsarnokban megrendezett 
2015-ös  "Itt és Most Nemzeti Szalon", valamint a 
2017-es  "Körülöttünk" Ipar és Tervezőművészet digitális kiállításain szerepelt.
2020-ban az Akoun művészeti katalógusában az 50x65 cm-es festményeit 700 Euróra becsülték.

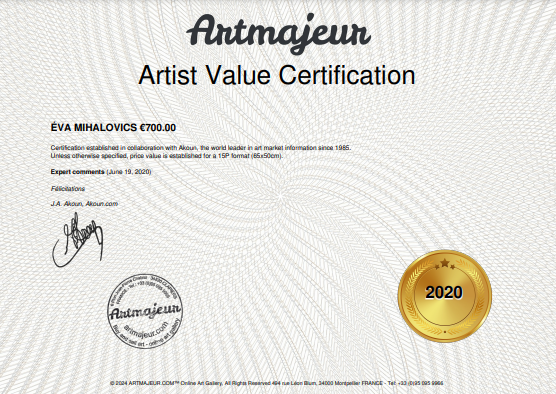

2008-óta jelennek meg írásai. 2012-ben kezdte használni az „e.h. mihalovics” írói álnevet. A hétköznapi emberek problémáit, krízishelyzeteit, tragikumait dolgozza fel, egyszerre használva a realista és romantikus jeleket, melyek különös vegyületté formálják írásait. 2010-es Jókai-pályázaton oklevélben, a 2012-es Jókai-pályázaton díszoklevélben részesült.

## Művei
- Az afrikai gyémántkő és más történetek ( novellák, 2009.)
- Ellenfelek (kisregény,  2012.)
- A hóesés hangjai (kisregény, 2013.)
- Világom fényben, árnyban (verseskötet, 2016.)

## Publikáció
- Havakba égetett szavak, Accordia antológiában, 2008.
- Jókai-díj 2012. antológiában
- United antológiában, 2012.
- 2013. Holnap magazinnál közlik verseit.